# Islam Shah
Islam Shah Suri, född 1507 i Delhi, Sultanatet Delhi, Indien, död 22 november 1554, var den andre härskaren (regerade 1545–1554) i den Suridynastin som styrde den delen av Indien i mitten av 1500-talet. Hans ursprungliga namn var Jalal Khan och han var den andre sonen till Sher Shah Suri. Han var pashtun.

## Biografi
Vid faderns död valde ett krismöte med adelsmän Jalal Khan att efterträda honom i stället för hans äldre bror Adil Khan, eftersom han hade visat större militär förmåga. Jalal Khan kröntes den 26 maj 1545 och tog titeln "Islam Shah". Han var då orolig att hans bror skulle hota hans makt och försökte få honom fängslad. Men Adil Khan undvek hans angrepp och rustade upp en armé, som marscherade mot Islam Shah medan denne var i Agra. Islam Shah gick dock segrande ur striden och Adil Khan flydde för att aldrig återkomma.
Stödet några av adelsmännen hade gett hans bror gjorde Islam Shah misstänksam och han gjorde hänsynslösa utrensningar i sina led och strikt underordnade adeln under kronan. Han fortsatte sin fars politik för effektiv administration och ökad centralisering. Han hade liten möjlighet till att agera militärt den flyktige mogulen, kejsar Humayun, som hans far hade störtat, gjorde ett misslyckat försök att attackera honom.

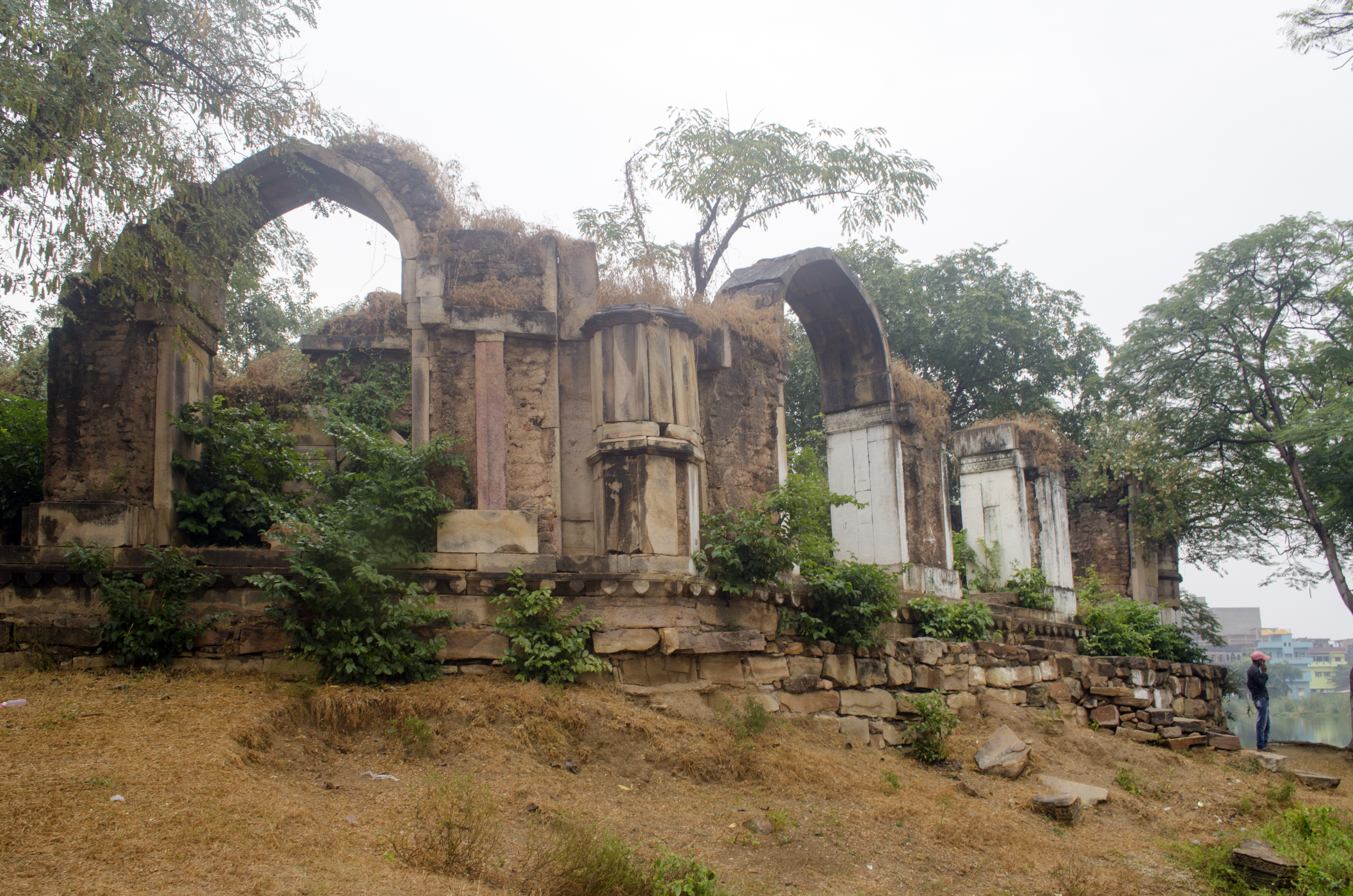
Islam Khans ofullständiga grav vid Sasaram

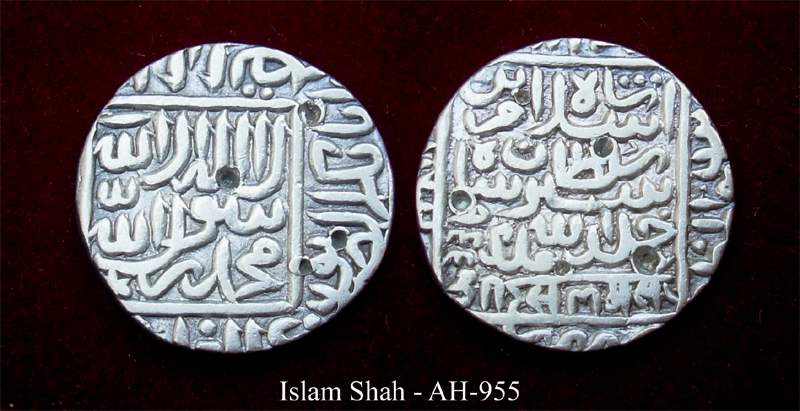
Islam Shahs silverrupie

Islam Shah dog den 22 november 1554. Han efterträddes av sin son Firuz Shah Suri, som var bara tolv år. Inom några dagar hade pojken mördats av Sher Shahs brorson Muhammad Mubariz Khan, som sedan besteg tronen som Muhammad Adil Shah. Islam Shahs ofullständiga grav ligger omkring en kilometer nordväst om Sher Shahs grav.